# Standish (Maine)
Standish ist eine Town im Cumberland County des Bundesstaates Maine in den Vereinigten Staaten. Standish ist an der Südwestküste des Sebago Lake gelegen. Im Jahr 2020 lebten dort 10.244 Einwohner in 4.682 Haushalten auf einer Fläche von 208,7 km².

## Geografie
Nach dem United States Census Bureau hat der Ort eine Gesamtfläche von 208,7 km², von denen 152,9 km² Land sind und 55,8 km² aus Gewässern bestehen.

### Geografische Lage
Gelegen an der Südwestseite des Sebago Lake befindet sich Standish im südwestlichsten Teil des Cumberland Countys. Auf dem Gebiet der Town gibt es mehrere Seen. Der größte See auf dem Gebiet der Town ist der Watchic Lake. Zum Gebiet der Town gehören auch die Insel Indian Island und ein Teil des Sebago Lakes. Der Saco River trennt Standish von den anderen Towns im York County im Westen. Ein Großteil des Gebiets besteht aus sandigen Ebenen, die ursprünglich mit Pinien bedeckt waren, später gutes Ackerland darstellten. Die höchste Erhebung ist der 175 m hohe Oak Hill.

### Nachbargemeinden
Alle Entfernungen sind als Luftlinien zwischen den offiziellen Koordinaten der Orte aus der Volkszählung 2010 angegeben.
- Norden: Baldwin, 10,3 km
- Nordosten: Frye Island, im Sebago Lake, 14,9 km
- Osten: Windham, 19,7 km
- Südosten: Gorham, 13,5 km
- Süden: Buxton, York County, 7,1 km
- Südwesten: Hollis, York County, 6,4 km
- Westen: Limington, York County, 13,5 km

### Stadtgliederung
In Standish gibt es mehrere Siedlungen: Bonny Eagle, Dow Corner, East Standish (später Whiterock), Elmwood, Harmon Beach, Higgins Corner, Richville, Sebago Lake, South Standish, Standish (Standish Corner), Standish Neck, Steep Falls, Two Trails, Wards Cove und Whites Bridge.

### Klima
Die mittlere Durchschnittstemperatur in Standish liegt zwischen −7,8 °C (18° Fahrenheit) im Januar und 20,0 °C (68° Fahrenheit) im Juli. Damit ist der Ort gegenüber dem langjährigen Mittel der USA um etwa 9 Grad kühler. Die Schneefälle zwischen Oktober und Mai liegen mit bis zu zweieinhalb Metern mehr als doppelt so hoch wie die mittlere Schneehöhe in den USA; die tägliche Sonnenscheindauer liegt am unteren Rand des Wertespektrums der USA.

## Geschichte

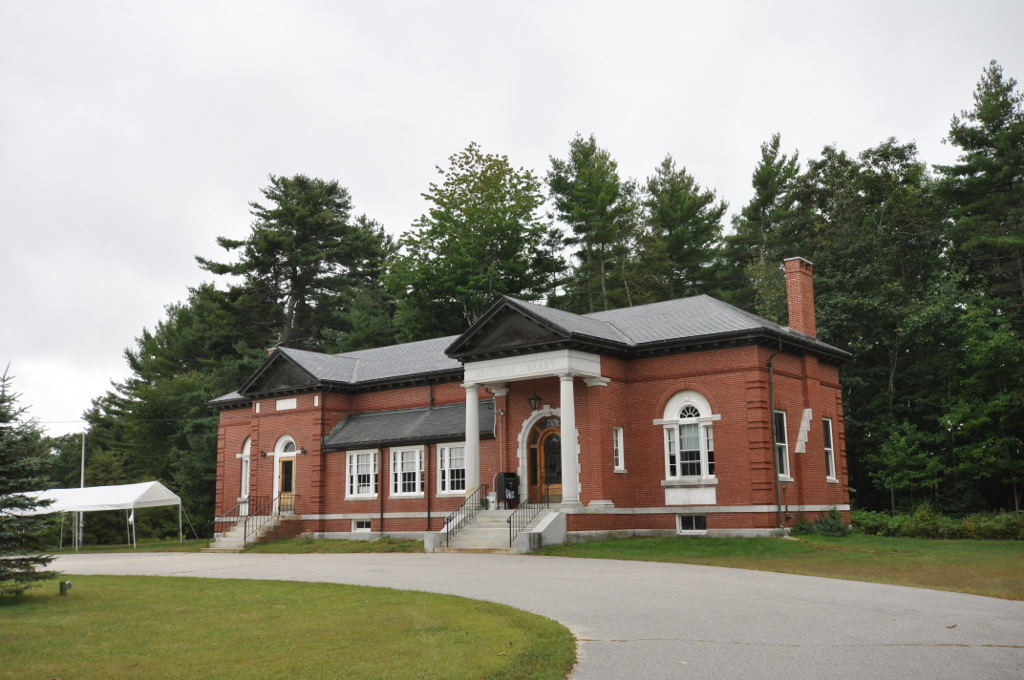
Steep Falls Library (2014)

Standish wurde im Jahr 1750 als Grant an Capitain Humphrey Hobbs und Moses Pearson und ihre Männer für die Leistungen bei der Belagerung von Louisburg vergeben. Insgesamt wurden 120 Grants an die 120 Männer vergeben, die in den zwei Kompanien gedient hatten. Davon 60 die innerhalb von drei Jahren und die anderen 60, die innerhalb von sieben Jahren zu besiedeln waren. An den Schatzmeister der Provinz wurden Anleihen gegeben, mit der Zusage, dass jeder Mann ein Haus in der Größe von 4,9 Meter (16 ft) mal 5,9 Meter (18 ft) mit einem 2,1 Meter (7 ft) großen Schuppen auf einem 20.234 m² (5 Acre) großem Grundstück bauen würde. Die Besiedlung begann im Jahr 1760, jedoch nicht durch die Männer, die die Grants erhalten hatten. Diese verkauften sie an andere Siedler weiter. Das Siedlungsgebiet wurde Pearson and Hobbs Town genannt. Die town wurde am 30. November 1785 gegründet und nach Miles Standish benannt.
In den Anfängen der Siedlung zerstörten die Abenaki häufig die Häuser und versuchten die Siedler von diesem, ihrem Land, zu vertreiben. Nachdem die Regierung der Massachusetts Bay Colony den Siedlern keine Hilfe bieten konnte, sorgten diese selbst für eine bewaffnete Bewachung und bauten eine Festung mit eigenen Mitteln.
Standish befindet sich auf einem sandigen Gebiet, welches mit Pinien bewachsen und später gutes Ackerland war. Es gab Wassermühlen für die Holzwirtschaft, zur Herstellung von Fassdauben, Kutschen, Kleider und Mehl. Der Cumberland and Oxford Canal wurde im Jahr 1832 eröffnet, dieser verbesserte den Handel zwischen Standish und Portland. Ihm folgte die Portland and Ogdensburg Railway, welche im Jahr 1870 ihren Betrieb aufnahm. Seitdem gehört auch der Tourismus zu Standish. Heute ist Standish ein Erholungsgebiet für den Einzugsbereich von Portland.

### Einwohnerentwicklung
| Volkszählungsergebnisse – Town of Standish, Maine | Volkszählungsergebnisse – Town of Standish, Maine | Volkszählungsergebnisse – Town of Standish, Maine | Volkszählungsergebnisse – Town of Standish, Maine | Volkszählungsergebnisse – Town of Standish, Maine | Volkszählungsergebnisse – Town of Standish, Maine | Volkszählungsergebnisse – Town of Standish, Maine | Volkszählungsergebnisse – Town of Standish, Maine | Volkszählungsergebnisse – Town of Standish, Maine | Volkszählungsergebnisse – Town of Standish, Maine | Volkszählungsergebnisse – Town of Standish, Maine |
| Jahr                                              | 1700                                              | 1710                                              | 1720                                              | 1730                                              | 1740                                              | 1750                                              | 1760                                              | 1770                                              | 1780                                              | 1790                                              |
| ------------------------------------------------- | ------------------------------------------------- | ------------------------------------------------- | ------------------------------------------------- | ------------------------------------------------- | ------------------------------------------------- | ------------------------------------------------- | ------------------------------------------------- | ------------------------------------------------- | ------------------------------------------------- | ------------------------------------------------- |
| Einwohner                                         |                                                   |                                                   |                                                   |                                                   |                                                   |                                                   |                                                   |                                                   |                                                   | 716                                               |
| Jahr                                              | 1800                                              | 1810                                              | 1820                                              | 1830                                              | 1840                                              | 1850                                              | 1860                                              | 1870                                              | 1880                                              | 1890                                              |
| Einwohner                                         | 1226                                              | 1378                                              | 1619                                              | 2023                                              | 2198                                              | 2290                                              | 2067                                              | 2089                                              | 2035                                              | 1841                                              |
| Jahr                                              | 1900                                              | 1910                                              | 1920                                              | 1930                                              | 1940                                              | 1950                                              | 1960                                              | 1970                                              | 1980                                              | 1990                                              |
| Einwohner                                         | 1504                                              | 1637                                              | 1735                                              | 1317                                              | 1472                                              | 1786                                              | 2095                                              | 3122                                              | 5946                                              | 7678                                              |
| Jahr                                              | 2000                                              | 2010                                              | 2020                                              | 2030                                              | 2040                                              | 2050                                              | 2060                                              | 2070                                              | 2080                                              | 2090                                              |
| Einwohner                                         | 9285                                              | 9874                                              | 10244                                             |                                                   |                                                   |                                                   |                                                   |                                                   |                                                   |                                                   |

## Kultur und Sehenswürdigkeiten

### Bauwerke

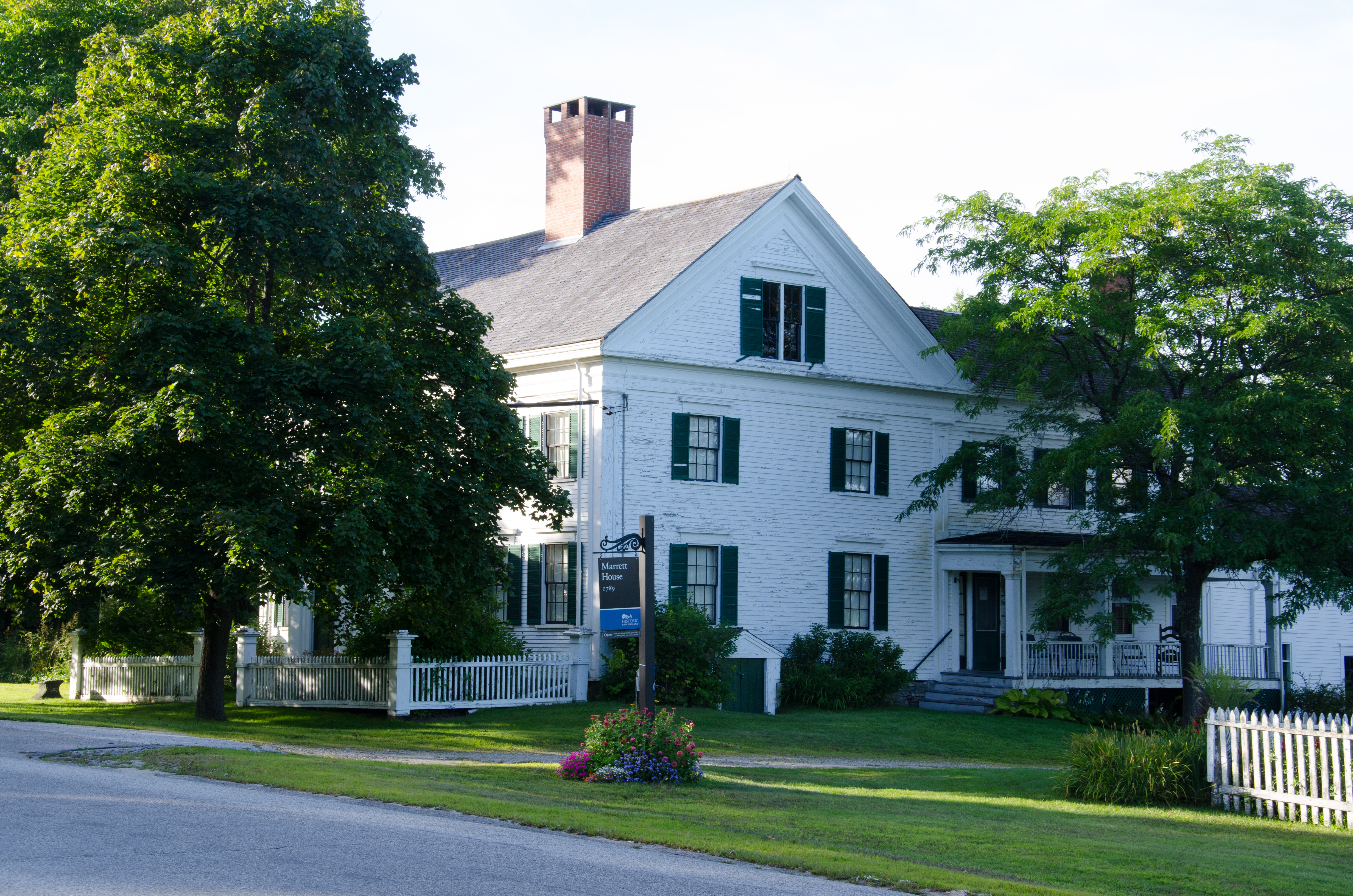
Marrett House

Zwei Distrikte und zwei Gebäude stehen unter Denkmalschutz und wurden ins National Register of Historic Places aufgenommen.
als Distrikt
- Paine Neighborhood Historic District, aufgenommen 1985, Register-Nr. 85000731
- Standish Corner Historic District, aufgenommen 1993, Register-Nr. 93001117

weitere Bauwerke
- First Parish Meetinghouse, aufgenommen 1975, Register-Nr. 75000204
- Daniel Marrett House, aufgenommen 1974, Register-Nr. 74000314

## Wirtschaft und Infrastruktur

### Verkehr
In westöstlicher Richtung durch das Gebiet von Standish verläuft die Maine State Route 25. Die von der Portland and Ogdensburg Railway erbaute Bahnstrecke führt durch die Stadt entlang des südlichen Ende des Sees.

### Öffentliche Einrichtungen
In Standish gibt es keine medizinischen Einrichtungen. Die nächstgelegenen Krankenhäuser für die Bewohner von Standish befinden sich in Gorham, Westbrook und Portland.

### Bildung
In Standish gründeten die Sisters of Mercy 1912 das Saint Joseph’s College of Maine. Es ist die bis heute einzige katholische Hochschule in Maine.
Standish gehört mit Buxton, Frye Island, Hollis und Limington zum Maine School Administrative District 6.
Im Distrikt werden folgende Schulen angeboten:
- Bonny Eagle High School in Standish
- Bonny Eagle Middle School in Buxton
- Buxton Center Elementary School in Buxton
- Edna Libby Elementary School in Standish
- George E Jack School in Standish
- H B Emery Junior Memorial School in Limington
- Hollis Elementary School in Hollis
- Steep Falls Elementary School in Standish

## Persönlichkeiten

### Söhne und Töchter der Stadt
- Woodbury Davis (1818–1871), Politiker
- Simon M. Hamlin (1886–1939), Politiker
- Albion P. Howe (1818–1897), General